# Silly Job Interview
Silly Job Interview, ook bekend als Opportunistically Irritating is een sketch met John Cleese in de hoofdrol. De sketch verscheen oorspronkelijk in How to Irritate People. Later verscheen de sketch ook in Monty Python's Flying Circus.

## Inhoud
Zoals veel sketches uit How to Irritate People is dit een sketch waar iemand geïrriteerd wordt. Cleese vertolkt de rol van iemand die sollicitatiegesprekken afneemt. Op een dag krijgt hij een sollicitant binnen: David Thomas (in How to Irritate People gespeeld door Tim Brooke-Taylor, in Monty Python's Flying Circus gespeeld door Graham Chapman). 
De interviewer zegt "Ga maar zitten" en adviseert David Thomas vervolgens om weer op te staan en vervolgens om weer te gaan zitten, om vervolgens een aantekening te maken van hoe dit gebeurde. Vervolgens zegt hij "Goedemorgen" en David Thomas zegt "Goedemorgen" terug. Vervolgens herhaalt de interviewer "Goedemorgen" en David Thomas doet hetzelfde. Vervolgens vraagt de interviewer waarom David Thomas "Goedemorgen" zei terwijl het middag is. David Thomas antwoordt: "Maar jij zei goedemorgen." De interviewer kijkt afkeurend en zegt "Goedemiddag" en David Thomas begroet hem terug, wat echter de reactie "Oh, jee!" geeft. De interviewer zegt vervolgens: "Goedenavond". David Thomas is inmiddels in de war en zegt: "Tot ziens?"". 
Vervolgens drukt de interviewer op een bel (in de Python-versie klingelt hij met een tafelbelletje). De interviewer wil vervolgens dat David Thomas gaat vragen waarom hij op de bel drukte. Op het moment dat David Thomas dit daadwerkelijk vraagt krijgt hij te horen "Waarom denk je dat ik op de bel drukte?" Op het moment dat David Thomas over de vraag nadenkt gaat de interviewer aftellen en is David Thomas te laat met antwoorden. De interviewer drukt nogmaals op de bel en zegt vervolgens "Goodnight" (in Monty Python's Flying Circus zingt hij "Goodnight-Ding-Ding-Ding"). David Thomas wil inmiddels weten of dit wel echt gesprek voor de managementcursus is. De interviewer bevestigt dit en druk nogmaals op de bel en zegt "Goodnight". David Thomas zegt vervolgens dat hij denkt dat hij het niet goed doet, maar nadat er gevraagd wordt "Waarom zei je dat?" antwoordt hij "Ik weet het niet." De interviewer vraagt "Zei je dit omdat je het niet weet?" en gaat vervolgens weer aftellen. De interviewer trekt vervolgens een gek gezicht en vraagt aan David Thomas waarom hij dat deed. Zonder op het antwoord te wachten roept hij: "Naam!". David Thomas antwoordt: "David". De interviewer vraagt "Sure?" (vertaling: zeker?) en schrijft vervolgens David Sure op. David Thomas corrigeert hem en zegt "Thomas". De interviewer schrijft "Thomas Sure" op. David Thomas roept vervolgens "Nee, David Thomas" (in How to Irritate People wordt de naam "David Thomas Sure" eraan toegevoegd, in de Monty Python-versie is dit niet het geval). 
De interviewer kijkt moeilijk en drukt herhaaldelijk op de bel en zegt "Goodnight". David Thomas weet niet wat hij moet doen, maar nadat hij het advies krijgt om maar gewoon iets te doen en vervolgens de interviewer gaat aftellen doet David Thomas zijn handen achter zijn oren en maakt een gek geluid. De interviewer bemerkt dit als "heel goed", is tevreden en roept een groep mensen binnen. De interviewer drukt nogmaals op de bel en zegt "Goodnight". Na even aarzelen doet David Thomas zijn handen achter zijn oren en maakt een gek geluid. De groep mensen laat rapportcijfers zien, als een jury bij een wedstrijd schansspringen (in de Python-versie gaan de juryleden gekleed in bontjassen en ijsmutsen). David Thomas, die inmiddels in de gaten heeft dat dit geen serieus interview is en zich realiseert dat hij vernederd wordt, krijgt een woedeaanval en dreigt de politie in te lichten in de hoop dat de interviewer zijn acties niet kan herhalen. Vervolgens krijgt hij nog hogere cijfers. David Thomas vraagt of hij zijn baan nu wel krijgt. De interviewer zegt: "Nee, ik denk het niet. Alle vacatures zijn enkele weken geleden vervuld" en barst nu samen met de groep mensen in lachen uit. Een teleurgestelde David Thomas verlaat de kamer.